# 湖南悬钩子
湖南悬钩子（学名：Rubus hunanensis）为蔷薇科悬钩子属下的一个种。其种加词“hunanensis”意为“湖南的”。